# Acebuches (Huelva)
Acebuches (o Acebuche, según algunas fuentes) es una pedanía del municipio de Almonaster la Real (Huelva), considerada como entidad singular de población y situada a cuatro kilómetros de la cabecera municipal, en las coordenadas 37º19’53”N - 6º48’43”W. Es una de las 17 aldeas pobladas con las que cuenta en la actualidad (2012) este municipio de la Sierra de Huelva, que llegó a contar con 25 cuando se constituyó el Concejo en el año 1425.

## Historia
Probablemente, el origen de la aldea fue un breve poblamiento relacionado con su situación, próxima a varios caminos y veredas que enlazan distintos pueblos de la zona central de la Sierra onubense y con la localización de áreas adecuadas para cultivo por la proximidad de cursos de agua. Sin embargo, fueron otros tres elementos históricos los que promovieron su consolidación y cierta progresión demográfica:
- La mina de San Carlos, yacimiento de grafito situado a apenas 500 metros del poblamiento (37º53'26" N - 6º49'05" W) y ya abandonado desde hace varias décadas.
- La creación de la línea ferroviaria entre Huelva y Zafra (Badajoz), construida entre 1886 y 1889 y que pasa (en su kilómetro 96'5) a apenas 50 metros del extremo Sur de la aldea. Esta obra atrajo a obreros de diversa procedencia (incluida la cercana Portugal) que se asentaron en esta y otras poblaciones próximas al trazado férreo. Hay que tener en cuenta que, además de enlazar a Extremadura con el mar, esta línea fue pensada como parte de un eje norte-sur que uniría Huelva con la costa cantábrica,[2] lo que otorgó expectativas de trabajo continuado.
- En tercer lugar, el "redescubrimiento" de lo rural y el acercamiento a la naturaleza surgidos en la década de 1980, que ocasionó la revalorización de los terrenos y la multiplicación de edificaciones en la aldea como segundas viviendas de familias residentes en Huelva y Sevilla, entre las que se incluyen algunas oriundas que regresan temporalmente empleando el territorio de origen como espacio vacacional.

Las décadas de 1960 y 1970 ocasionaron un despoblamiento notable. En la actualidad, la aldea vive una época de relativa estabilidad, con una escasa población propia (en torno a 30 habitantes) que se ve ampliada hasta más de 100 habitantes en periodos vacacionales y en fines de semana.

## Medio físico
Acebuches se encuentra enclavada al borde del parque natural de la Sierra de Aracena y Picos de Aroche, justo en el límite suroccidental de este espacio natural protegido. A pesar de estar excluida de sus límites oficiales, comparte totalmente las peculiaridades paisajísticas del parque natural, así como la flora y la fauna características.

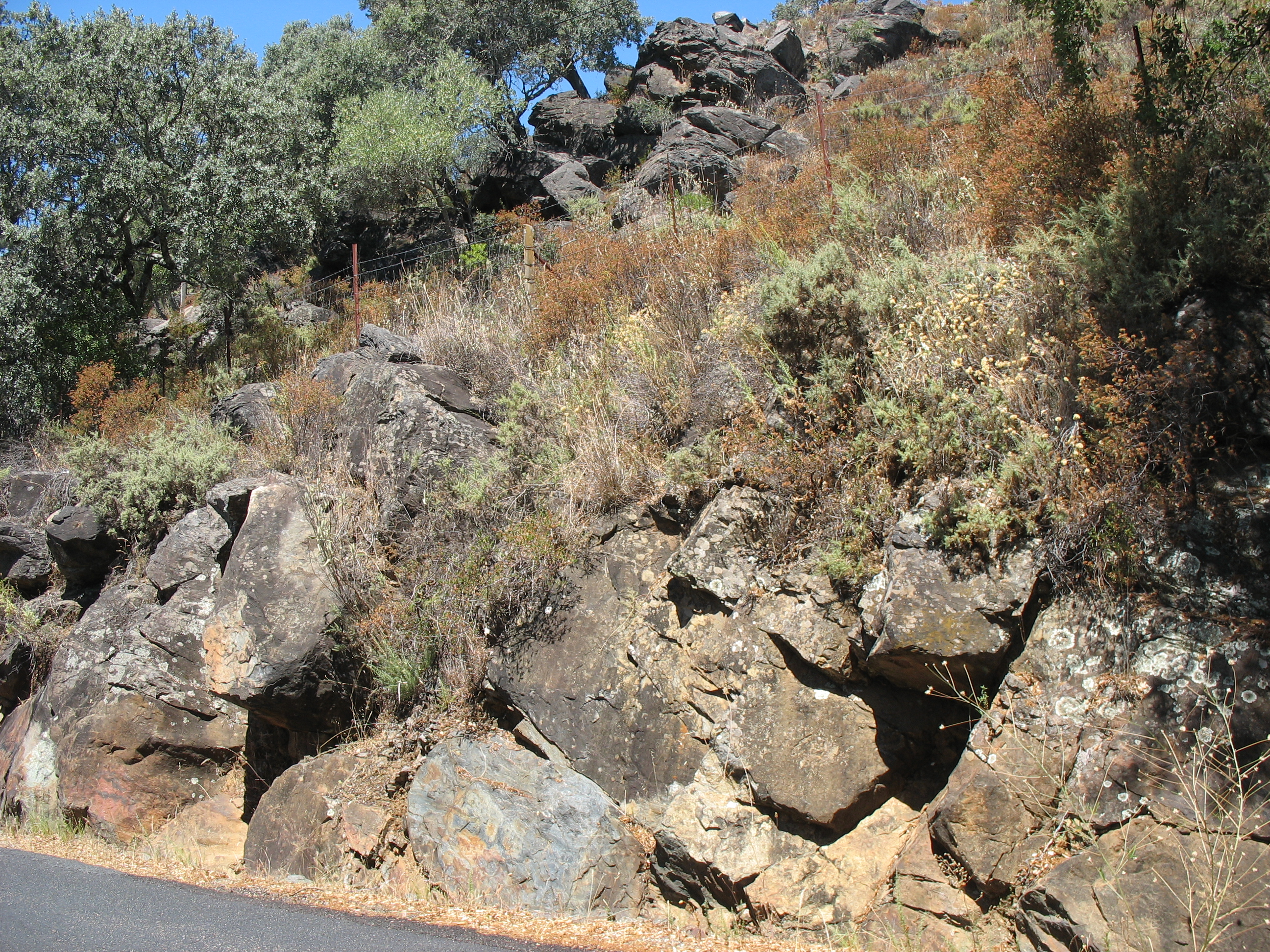
Afloramiento de anfibolitas en las proximidades de Acebuches, en la carretera H-1121.

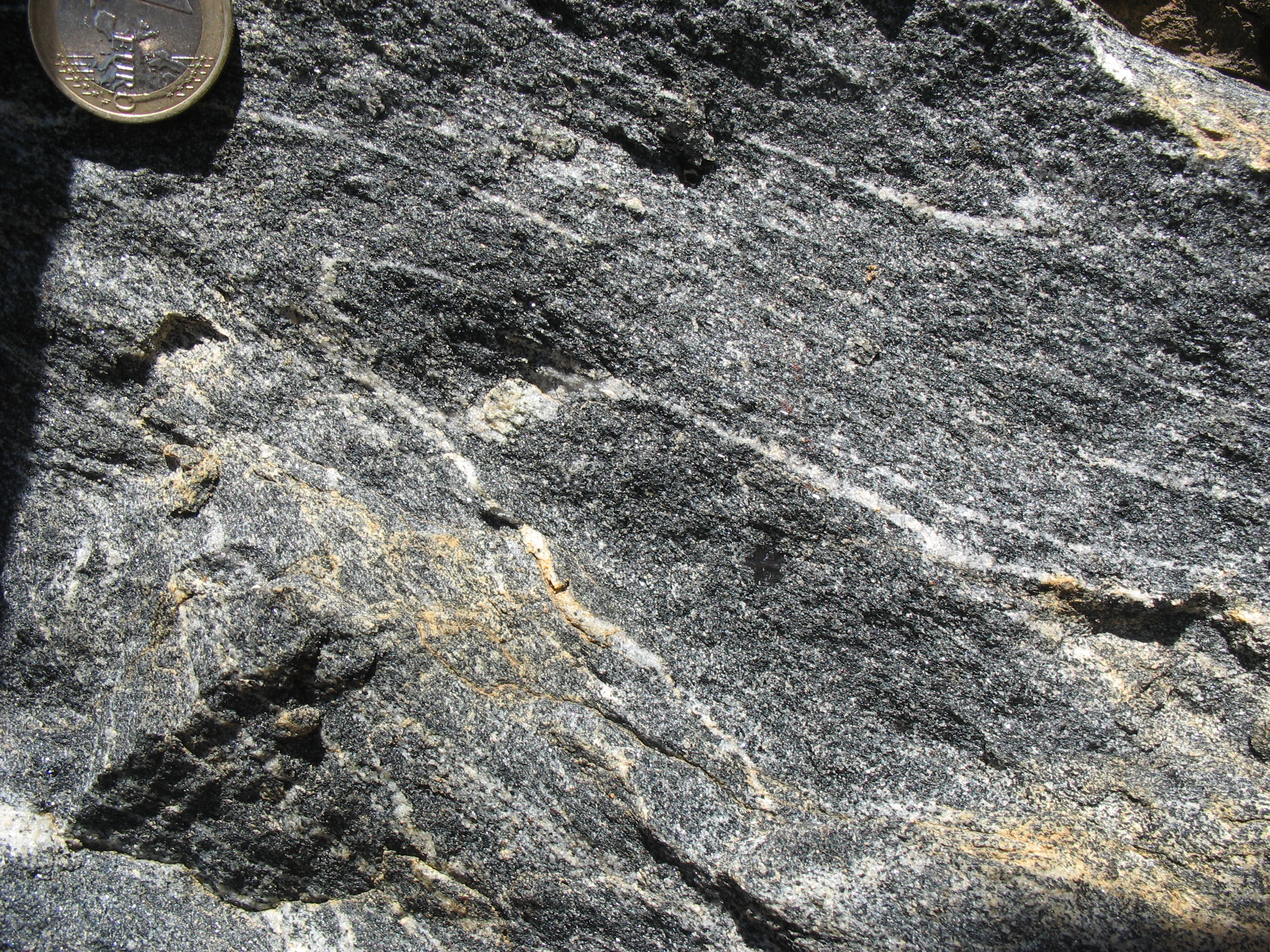
Detalle de una anfibolita con pliegues.

Desde el punto de vista geológico, Acebuches se encuentra en la zona meridional del Macizo Ibérico, formado en la orogenia varisca. La franja en que se encuentra la aldea (zona de Ossa-Morena del citado macizo, concretamente en el llamado Dominio de Sierra Aracena) constituye el espacio de transición entre el Sur del continente de Armórica y el océano de Japeto, que separaba Armórica de Laurentia. Armórica era un subcontinente de Gondwana. Este continente chocó con el de Laurentia, subcontinente de Laurasia, hace unos trescientos millones de años. La zona de Acebuches constituye la parte oceánica del Dominio de Sierra Aracena, caracterizada en la actualidad por la presencia de anfibolitas. De hecho, por su significación geológica, las anfibolitas de esta área geográfica son conocidas como "Anfibolitas de Acebuches". También son abundantes en el entorno de la aldea otros tipos de metabasitas que son el producto de procesos metamórficos regionales de rocas basálticas. Todo el territorio actual que está al Sur de esta zona (es decir, los dos tercios meridionales de la provincia de Huelva) formaba parte de Laurentia. Así pues, Acebuches representa en la actualidad el punto de encuentro de dos zonas dentro del Macizo Ibérico (la zona Ossa-Morena y la zona Sudportuguesa), lo que equivale a decir que, históricamente, formaba parte de la orilla del océano Japeto al sur de Armórica.
Esta zona concreta del Macizo Ibérico se caracteriza por la presencia, además de otras rocas metamórficas como cuarcitas y pizarras y las citadas anfibolitas, de gneises y mármoles. De hecho, la citada mina de San Carlos aprovechaba una veta de gneis para extraer el grafito de niveles intersticiales de escasa potencia, en los que se halla presente, combinado a menudo con magnetita y hematites. Esa escasa potencia de los intersticios de grafito provocó el cierre de la mina por su escasa productividad. En el paisaje de Acebuches, afloran a menudo algunas de las rocas metamórficas citadas, particularmente cuarcitas que le otorgan gran singularidad. Desde el punto de vista paisajístico, el principal afloramiento rocoso de este tipo se encuentra al Sur de la aldea, a unos mil quinientos metros de distancia en línea recta, en el lugar conocido como Risco Luengo (llamado Risco Lengo entre los paisanos), con una altitud de 649 metros.
Desde una perspectiva orográfica, Acebuches se sitúa en la confluencia de las laderas de tres cumbres de escasa altura, propias de las últimas estribaciones de Sierra Morena: al Norte, la de San Carlos (que tiene en El Cabezo, próximo al cortijo de La Matanza, su mayor altura: 757 metros sobre el nivel del mar), al Oeste, la de Los Bezares (con una altitud máxima de 664 metros); y, al Sureste, la de La Toba (que alcanza los 622 metros en su punto culminante). Acebuches alcanza altitudes entre 540 y 560 metros sobre el nivel del mar.
La intrincada red hidrográfica de la comarca tiene aquí una representación significativa. En efecto, por las vaguadas que sirven de límite natural a las tres cumbres citadas fluyen aguas de escorrentía y de manantiales en dos corrientes principales: el barranco de Las Vegas y el barranco de La Porrejona, que confluyen en un paraje de vega, unos 300 metros al Sur de Acebuches, para convertirse finalmente, tras recibir otros aportes, en la Rivera de Olivargas, una afluente del río Odiel. El barranco de Las Vegas acusa gravemente el estiaje desde que se toma agua para riego en diversos puntos de su recorrido. De lo contrario, permanecería como una corriente de escaso caudal, pero de carácter permanente.
El paisaje dominante en el entorno de Acebuches es el de dehesas y arbolados de bosque mediterráneo, con la encina (Quercus ilex) y el alcornoque (Quercus suber) como especies arbóreas dominantes. Bajo estos, predominan estratos arbustivos propios del piso mesomediterráneo, con especies de cistáceas (particularmente jaras de la especie Cistus ladanifer, jaguarzos de las especies C. albidus, C. monspeliensis, C. salvifolius, Halimium halimifolium), lentiscos (Pistacia lentiscus) y otras propias del sotobosque mediterráneo, como aulagas y tojos (Genista sp., Ulex sp). Están presentes también durillos (Viburnum tinus) y brezos (Calluna vulgaris, Erica sp.), así como algunas plantas aromáticas como el orégano (Origanum vulgare), el tomillo salsero (Thymus sp.) y otras. En las zonas umbrías, el sotobosque se presenta en forma de helechal de Pteridium aquilinum. En algunas áreas, el estrato arbustivo es escaso y es sustituido por praderas subsecuentes al adehesamiento.
En las riberas de los barrancos se pueden observar especímenes de chopos (Populus sp.), alisos (Alnus glutinosa), sauces (Salix sp.) y algunos fresnos (Fraxinus sp.) y olmos (Ulmus sp.). Si bien los chopos son objeto de manejo para la obtención de madera, tanto estos como el resto de las especies de ribera forman bosques de galería que, en algunos casos, resultan espectaculares por la frondosidad y por el hecho de contribuir a la construcción de un microhábitat que alberga una extraordinaria riqueza florística y faunística. Entre las plantas de porte medio en estos entornos sobresale la adelfa (Nerium oleander).
No faltan los acebuches (Olea europaea var. sylvestris) que dan nombre a la localidad y que surgen, con portes muy diversos, entre roquedos, al borde de caminos y entre la vegetación arbustiva en espacios con manifiesta intervención antrópica. También hallamos ejemplares de castaño (Castanea sativa) y nogal (Juglans regia). En algunos lugares específicamente asociados a barranqueras, aparecen ejemplares aislados de quejigos (Quercus canariensis). De forma igualmente localizada hallamos algunos ejemplares de diversas especies de pinos (Pinus sp.).
Por su interés gastronómico, cabe citar la presencia de cierta variedad de especies de setas comestibles, entre las que sobresale, por su exquisitez, la tana (Amanita caesarea) y, por su abundancia, el gallipierno (Macrolepiota procera). Junto a éstas, se hallan bien representadas otras muchas especies de macromicetos, como el champiñón silvestre (Agaricus campester, conocido localmente como "josefita"), el tontullo o tentullo (Boletus aereus, Boletus reticulatus), la chantarela o rebozuelo (Chantarellus cibarius), el níscalo o pinatel (Lactarius deliciosus), la seta de chopo (Pleurotus ostreatus), la lengua de vaca (Fistulina hepatica) etc. Existen igualmente especies no comestibles y tóxicas, como algunas amanitas venenosas (Amanita muscaria, A. pantherina), entre otras.
La fauna de la zona es la propia de la serranía onubense. Sobresalen, entre los anfibios, la rana verde común (Polophylax perezi), el sapo común (Bufo bufo), el sapillo pintojo ibérico (Discoglossus galganoi), el gallipato (Pleurodeles waltl), la salamandra (Salamandra salamandra) y el tritón ibérico (Lissotriton boscai), que habitan en charcas y remansos de los barrancos de Las Vegas y La Porrejona. También comparte este hábitat el galápago leproso (Mauremys leprosa), de relativa abundancia. Junto a éste, la culebra bastarda (Malpolon monspessulanum), la culebra de escalera (Rhinechis scalaris), la víbora hocicuda (Vipera latastei), el eslizón ibérico (Chalcides bedriagai), el lagarto ocelado (Timon lepidus) y algunas especies de lagartijas son los reptiles presentes en la zona.
La avifauna es, sin duda, más variada. Los paseriformes están bien representados por petirrojos (Erithacus rubecula), mirlos (Turdus merula, llamados aquí en femenino: mirlas), mosquiteros (Phylloscopus sp.), herrerillos (Cyanistes caeruleus), carboneros (Periparus ater), agateadores (Certhia brachydactyla), cogujadas (Galerida sp.), chochines (Troglodytes troglodites), totovías (Lullula arborea), trepadores azules (Sitta europaea), pitos reales (Picus viridis), etc. Otras aves de interés en la zona son el abejaruco (Merops apiaster), el martín pescador (Alcedo atthis), el arrendajo (Garrulus glandarius), la oropéndola (Oriolus oriolus), el zorzal (Turdus sp.) y diversas especies de rapaces, como el águila culebrera (Circaetus gallicus), el ratonero común (Buteo buteo), el águila calzada (Hieraaetus pennatus), el gavilán (Accipiter nissus), el buitre leonado (Gyps fulvus) o los ejemplares de buitre negro (Aegypius monachus) que se concentran en las buitreras de Aroche y que sobrevuelan toda la comarca. Entre las rapaces nocturnas, se oye con frecuencia al cárabo (Strix aluco), aunque también están presentes lechuzas (Tyto alba), mochuelos (Athene noctua) y búhos reales (Bubo bubo).
Entre los mamíferos, cabe citar, entre otros, conejos (Oryctolagus cuniculus), zorros (Vulpes vulpes), hurones (Mustela putorius), tejones (Meles meles), meloncillos (Herpestes ichneumon), topos (Talpa europaea), erizos comunes (Erinaceus europaeus), comadrejas (Mustela nivalis), garduñas (Martes foina), nutrias (Lutra lutra) y jabalíes (Sus scrofa), así como algunas especies de murciélagos (Myotis sp., Miniopterus schreibersii).
En zonas próximas a los cursos de agua y en las proximidades de algunas viviendas existen pequeñas parcelas cultivadas, delimitadas a menudo por masas de zarzamoras (Rubus sp.) y zarzaparrillas (Smilax aspera). Se trata de huertos familiares de escasa superficie y perímetro irregular.

## Estructura
La aldea de Acebuches tiene una estructura urbana en forma de cruz, con una calle principal (denominada oficialmente calle de Las Flores), en dirección E-W, que coincide con la carretera que atraviesa la aldea en dirección a Las Veredas y una segunda calle que atraviesa a ésta en sentido N-S, en la que se diferencian dos tramos: uno corto, hacia el Norte (calle La Arboleda) y otro largo y pendiente hacia el Sur (calle La Regadera), que llega hasta las proximidades de la vía férrea.
Las viviendas son, por lo general, de una sola planta, a excepción de algunas de construcción más reciente, con dos plantas. Las fachadas conservan, por lo general, la apariencia tradicional. Se conservan algunas construcciones, tanto de viviendas como de anejos a éstas, instalaciones para el ganado y límites de caminos construidos con piedra de la zona, particularmente con cantos de cuarcita y pizarras.

## Acceso y comunicaciones
Acebuches dista 107 kilómetros de Huelva, 118 de Sevilla, 29 de Aracena (cabecera comarcal) y 47 de la frontera con Portugal por Rosal de la Frontera. Para acceder a la aldea de Acebuches es preciso desviarse de la carretera nacional N-435 (Huelva-Badajoz) en su kilómetro 138'5, para tomar la carretera autonómica A-470, hacia Almonaster la Real. Una vez sobrepasada la cabecera municipal (situada a 6'5 km del cruce), tres kilómetros más adelante sale hacia la izquierda la HU-8107, que accede, sucesivamente, a las aldeas de El Arroyo, Acebuches y Las Veredas. Esta última, la aldea más poblada del municipio, se encuentra a 2 km de Acebuches.
Se accede también desde la N-433 (conocida como carretera Sevilla-Lisboa), desviándose en el kilómetro 112 por la HV-1122, que enlaza con la A-470. Desde ésta (km 3) sale la HU-8107.
Por carretera se accede también a Cortegana (4'5 km por la A-470). Otras localidades próximas son Santa Ana la Real (12'5 km), Aroche (20), Alájar (19), Jabugo (12), Galaroza (13), Fuenteheridos (20) y Castaño del Robledo (20).
Además, existen caminos que pasan por la aldea y sus proximidades y que constituyen una red que, tras caer en desuso durante años, se ha revalorizado recientemente gracias a la popularidad del senderismo. De hecho, pasan por Acebuches algunos senderos homologados por la Federación Española de Deportes de Montaña y Escalada. El más transitado es el PR-A-5, entre Almonaster y Cortegana pasando por Acebuches y El Cincho, una pequeña aldea ya despoblada y llamada originalmente Montes de Cincho.

## Economía
Acebuches ha tenido tradicionalmente una economía de subsistencia, basada en el trabajo estacional vinculado a las tareas forestales, las industrias cárnicas relacionadas con el cerdo ibérico en las proximidades (Arroyo, Almonaster, Cortegana, El Repilado, Los Romeros) y las labores de mantenimiento del corredor ferroviario Huelva-Zafra en cuadrillas especializadas. Completan los recursos económicos las pequeñas huertas familiares y la explotación, a muy pequeña escala, de ganadería de cerdo ibérico y el pastoreo con ganado cabrío, actividades que, como otras tareas asociadas al medio rural (tales como la caza y la recolección de setas silvestres y otros productos naturales) están relacionadas normalmente con el consumo familiar. En épocas ya históricas, existieron también algunas colmenas en los montes próximos, que producían miel de excelente calidad.
En tiempos ya lejanos hubo molinos harineros ubicados en algunos arroyos próximos (en el barranco de Nogalejo, situado al sur de Acebuches, existían tres a mediados del siglo XIX). En la actualidad apenas quedan algunos restos de aquellas viejas construcciones. También quedan testimonios arqueológicos de antiguos hornos de ladrillos y de tejares.
Aunque con producción muy escasa en la actualidad, Acebuches se encuentra dentro de la zona de crianza de la Denominación de Origen Protegida "Jamón de Huelva".

## Fiestas
Se celebran fiestas patronales en honor de San Juan Bautista en junio, aunque en fecha variable: como es costumbre en la zona, las distintas entidades locales "acuerdan" fechas diferentes para celebraciones con coincidencia patronal, al objeto de facilitar así la asistencia a las diferentes fiestas, una forma de garantizar cierta afluencia en una zona donde las entidades locales tiene una población muy limitada. Normalmente, el "San Juan" de Acebuches se celebra en un fin de semana de finales de junio, con bailes, comida comunitaria, decoración de la caseta municipal que se instala en la plazuela de la localidad y con algunas atracciones adicionales.
También se festeja la Pascua de Resurrección con una comida campestre en el cercano Monte Pastor, en la que son imprescindibles los huevos cocidos, teñidos de color gracias a la aportación de alguna planta del entorno al agua de cocción. En esta celebración, es costumbre que las madrinas regalen a sus ahijados la rosca que, acompañando al huevo cocido de color, forma parte imprescindible del día de campo.

## Lugares de referencia
Además de los ya citados (Risco Luengo, Monte Pastor, la mina de San Carlos, El Cincho), cabe hacer alusión, como lugar de referencia, a la fuente, situada al oeste de la aldea, en la salida hacia Las Veredas. Se trata de una fuente de un solo caño, con rebosadero y abrevadero, a la que llegan aguas de manantiales próximos. Esta instalación sirvió para el abastecimiento de la población hasta la instalación de la actual red de agua doméstica. Igualmente, se debe citar el Charcolate o Charculate, un remanso del barranco de Las Vegas, situado en un roquedal por el que desciende el arroyo, con cierta profundidad, que ha sido usado para baños y como punto de encuentro de la chiquillería de la aldea. Constituye también un punto de referencia el lugar llamado "Los Riscos", un roquedal situado en el punto más elevado de la carretera hacia las Veredas, lo que lo convierte en lugar privilegiado para la observación de los alrededores de la aldea.
La plaza de San Juan Bautista también constituye un punto de encuentro y la zona principal de la población.